# Foxtrot
Foxtrot — четвёртый студийный альбом британской прогрок-группы Genesis, выпущенный 15 сентября 1972 года.
Альбом занимает 6-е место в списке Топ-25 лучших альбомов прогрессивного рока по версии Progarchives.com и 18-е место в списке «25 лучших классических альбомов прогрессивного рока» по версии PopMatters. Также альбом занимает 14-е место в списке «50 величайших прог-рок-альбомов всех времён» журнала Rolling Stone.
Foxtrot — второй альбом группы Genesis, записанный в так называемом «классическом составе» (Бэнкс, Гэбриел, Коллинз, Резерфорд и Хэкетт) и первый альбом, вошедший в Top 20 в Великобритании.

## История создания
Несмотря на то, что участники Genesis не любили характеризовать свою музыку термином «прогрессивный рок» (предпочитая делать смысловой упор на мастерство композиторское, нежели музыкальное, а продолжительность композиций объясняя структурой песен), Foxtrot, полный различных идей и влияний, вмещающий в себя 23-минутную «Supper’s Ready» в семи частях, с сознательным отступлением от системы «куплет-припев-куплет-припев» и резкими переходами между частями, является одним из наиболее значительных альбомов в прог-роке. Основной идеей альбома Гэбриел называет путешествие.
Первоначально Genesis записывала своего рода продолжение Nursery Cryme; поводом для начала экспериментов над звучанием послужила «Willow Farm». Момент добавления Гэбриелом вокала поверх соло Тони Бэнкса во фрагменте «666» композиции «Apocalypse in 9/8» участники группы считают одним из наиболее выдающихся моментов в истории Genesis.
Театральное сценическое поведение Гэбриела, сопровождавшееся многократными сменами костюмов, сделало выступления группы популярным зрелищем и стало важной частью выступлений.

«В какой-то степени это была попытка проиллюстрировать лирику. Но также Питер просто хотел, чтобы нас заметили. Первый костюм — красное платье и голова лисы… Я не до конца понимаю, что заставило его это сделать. <…> Мы ничего не знали заранее, а он взял и вышел во всём этом. Но главная вещь, которую мы заметили — так это то, что через неделю мы оказались на первой странице Melody Maker».— Тони Бэнкс, интервью Classic Rock
В ноябре 2008 года альбом был переиздан в формате Super Audio CD.

## Оформление обложки
Обложка альбома Foxtrot выполнена британским художником Полом Уайтхедом, который создал также обложки двух предыдущих альбомов Trespass и Nursery Cryme. Оригинальные иллюстрации всех трёх альбомов были украдены из офиса Charisma Records, когда лейбл был продан Virgin Records в 1983 году.
Обе стороны представляют собой некий фантастический пейзаж, причем на передней стороне можно увидеть фрагмент, иллюстрирующий композицию «Supper’s Ready» с Foxtrot:

Шесть мужчин в святой одежде медленно идут через лужайку. 

Седьмой идёт впереди, высоко подняв в руке крест.
Оригинальный текст (англ.)
Six saintly shrouded men move across the lawn slowly. 

The seventh walks in front with a cross held high in hand.
— Genesis. «Supper’s Ready»
а на задней стороне — уменьшенное изображение сцены с обложки альбома Nursery Cryme. Этот вариант обложки был прохладно воспринят участниками группы, но всё же принят.

## Список композиций
Слова и музыка всех песен — Тони Бэнкс, Питер Гэбриел, Фил Коллинз, Майк Резерфорд и Стив Хэкетт.
| №  | Название                                  | Длительность |
| -- | ----------------------------------------- | ------------ |
| 1. | «Watcher of the Skies»                    | 7:23         |
| 2. | «Time Table» (текст — Бэнкс)              | 4:45         |
| 3. | «Get ’Em Out by Friday» (текст — Гэбриел) | 8:36         |
| 4. | «Can-Utility and the Coastliners»         | 5:44         |

| №  | Название | Длительность |
| -- | --- | ------------ |
| 1. | «Horizons» (автор инструментала — Хэккетт) | 1:41         |
| 2. | «Supper’s Ready» - I. «Lover’s Leap» - II. «The Guaranteed Eternal Sanctuary Man» - III. «Ikhnaton and Itsacon and Their Band of Merry Men» - IV. «How Dare I Be So Beautiful?» - V. «Willow Farm» (автор — Гэбриел) - VI. «Apocalypse in 9/8 (Co-Starring the Delicious Talents of Gabble Ratchet)» - VII. «As Sure As Eggs Is Eggs (Aching Men’s Feet)»» | 22:58        |

## Участники записи
- Питер Гэбриел — вокал, флейта, гобой, ударные
- Стив Хэкетт — гитара
- Тони Бэнкс — орган, клавишные, меллотрон, акустическая гитара, бэк-вокал
- Майк Резерфорд — бас-гитара, акустическая гитара, виолончель, бэк-вокал
- Фил Коллинз — барабаны, ударные, бэк-вокал

## Позиции в хит-парадах
Еженедельные чарты:
| Хит-парад      | Наивысшая позиция |
| -------------- | ----------------- |
| Великобритания | 12                |
| Франция        | 45                |

Годовые чарты:
| Хит-парад (1972) | Позиция |
| ---------------- | ------- |
| Италия (FIMI)    | 62      |